# 康輝
康 輝（1972年1月17日 - ）は、中国のアナウンサー、ニュースアンカー。中国中央テレビの放送副会長を務めている。2008年にゴールデンマイク賞を受賞した。

## 担当番組
- 「新聞聯播」[1]（2007年12月6日から）
- 「中国中央電視台春節聯歓晩会」[2]（2015年から[3]）

## 著書
- 『平均分』（2019年11月、ISBN 9787570213023）